# Winifred Kingston
Winifred Kingston (Londra, 11 novembre 1894 – La Jolla, 3 febbraio 1967) è stata un'attrice inglese che lavorò negli Stati Uniti all'epoca del muto.
Sposata all'attore Dustin Farnum dal quale ebbe un figlio, recitò spesso a fianco del marito.

## Filmografia
- Soldiers of Fortune, regia di William F. Haddock (1914)
- Paid in Full, regia di Augustus E. Thomas (194)
- The Squaw Man, regia di Cecil B. DeMille e Oscar Apfel (1914)
- Brewster's Millions, regia di Oscar Apfel, Cecil B. DeMille (1914)
- The Call of the North, regia di Oscar Apfel e Cecil B. DeMille (1914)
- The Virginian, regia di Cecil B. DeMille (1914)
- Where the Trail Divides, regia di James Neill (1914)
- Cameo Kirby, regia di Oscar Apfel (1914)
- The Love Route, regia di Allan Dwan (1914)
- Captain Courtesy, regia di Phillips Smalley e Lois Weber (1915)
- The Road to Fame, regia di Ernest C. Warde - cortometraggio (1915)
- The Light on the Reef, regia di Ernest C. Warde - cortometraggio (1915)
- The Seventh Noon (1915)
- The Gentleman from Indiana, regia di Frank Lloyd (1915)
- The Call of the Cumberlands, regia di Frank Lloyd (1916)
- Ben Blair, regia di William Desmond Taylor (1916)
- David Garrick, regia di Frank Lloyd (1916)
- Davy Crockett, regia di William Desmond Taylor (1916)
- The Parson of Panamint, regia di William Desmond Taylor (1916)
- A Son of Erin, regia di Julia Crawford Ivers (1916)
- Durand of the Bad Lands, regia di Richard Stanton (1917)
- The Spy, regia di Richard Stanton (1917)
- North of Fifty-Three, regia di Richard Stanton e William Desmond Taylor (1917)
- The Scarlet Pimpernel, regia di Richard Stanton (1917)
- The Light of Western Stars (o The Light of the Western Stars), regia di Charles Swickard (1918)
- The Corsican Brothers, regia di Colin Campbell e Louis J. Gasnier (1920)
- Beyond, regia di William Desmond Taylor (1921)
- Trail of the Axe , regia di Ernest C. Warde (1922)
- Naturich la moglie indiana (The Squaw Man), regia di Cecil B. DeMille (1931)
- The Boy and the Bridge, regia di Kevin McClory (1959)